# Transport w Libanie
Transport w Libanie – system transportowy w Libanie.
Od czasów starożytnych położenie Libanu czyni go istotnym skrzyżowaniem dróg między wschodem i zachodem. Przez kraj przechodzą międzynarodowe autostrady, które stanowią główne części szlaków lądowych łączące Europę z krajami arabskimi i Bliskim Wschodem.
Pod koniec wojny domowej cała infrastruktura transportowa Libanu wymagała znacznej przebudowy. Przebudowano wiele dróg, w tym autostradę wzdłuż wybrzeża z Trypolisu do Sydonu. Chociaż niektóre naprawy zostały podjęte w 2004 r., to libański system kolejowy, który obejmował linie wzdłuż wybrzeża i kierunku doliny Al-Biqāʿ, a także kolej zębatą przez góry Libanu, pozostał wyłączony z eksploatacji po wojnie domowej. Wiele obiektów transportowych w tym lotniska, porty i główne autostrady, został ponownie uszkodzone podczas wojny między Izraelem a Hezbollahem w połowie 2006 roku.

## Transport drogowy
W 1987 roku w Libanie było około 8000 km dróg i sieć autostrad, z których większość była zniszczona po wojnie domowej. Trzy najważniejsze trasy prowadzą do Bejrutu. Na północ biegnie droga do Trypolisu, drugiego co do wielkości miasta w kraju, przebiegając również przez takie miasta jak Juniyah i Jubayl. Na wschód, przez góry biegnie autostrada w kierunku Damaszku. Natomiast na południe biegnie droga do Sydonu oraz Tyru.

## Transport wodny

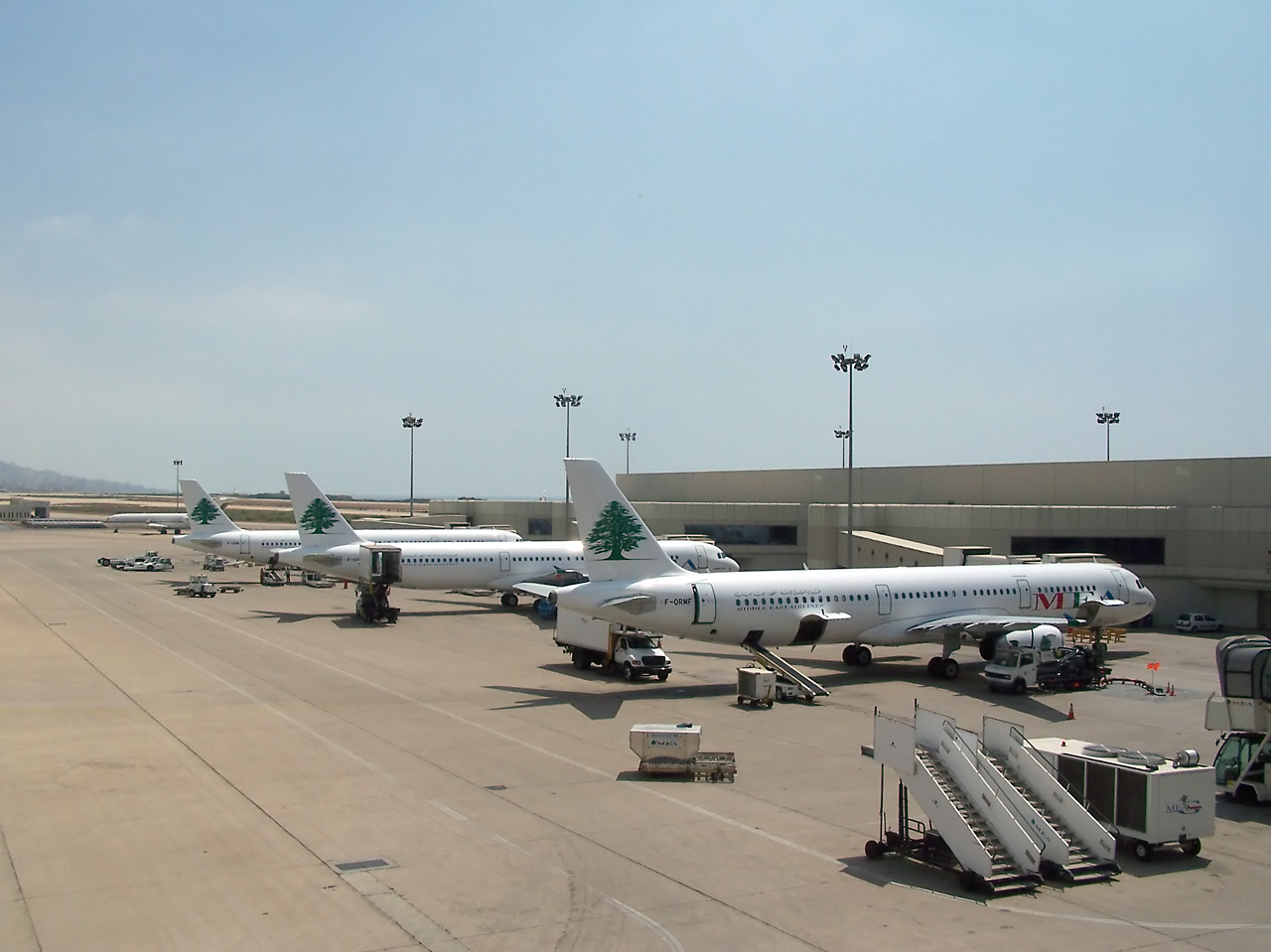
Międzynarodowy port lotniczy w Bejrucie

Wzdłuż wybrzeża Libanu leżą liczne porty. Miejsca postojowe dla tankowców zbudowano w portach w Trypolisie oraz w Al-Zahānī, niedaleko Sydonu, gdzie znajdują się również terminale rurociągów i rafinerie. Głównym portem towarowym i pasażerskim jest Port w Bejrucie, który posiada strefę wolnocłową i magazyny dla przesyłek tranzytowych. Port ten został rozbudowany i pogłębiony, zbudowano duży silos magazynowy (na pszenicę i inne zboża), lecz obiekty portowe zostały poważnie uszkodzone podczas wojny domowej i powojennych walk. Wzrosło wtedy znaczenie portu Jūniyah.

## Transport lotniczy
Międzynarodowy port lotniczy Bejrut przed wojną domową był jednym z najbardziej ruchliwych lotnisk na Bliskim Wschodzie. Jego pasy startowe zostały zbudowane do obsługi największych samolotów odrzutowych, a wiele międzynarodowych linii lotniczych regularnie z niego korzystało. Po 1990 r. lotnisko zostało wyremontowane, aby umożliwić powrót do jego znaczenia sprzed wojny domowej. Pod koniec 2010 roku ruch pasażerski przekroczył przepustowość lotniska, a prace nad rozbudową lotniska rozpoczęły się w 2019 roku.